# NGC 4907
NGC 4907 é uma galáxia espiral barrada (SBb) localizada na direcção da constelação de Coma Berenices. Possui uma declinação de +28° 09' 25" e uma ascensão recta de 13 horas, 00 minutos e 48,8 segundos.
A galáxia NGC 4907 foi descoberta em 5 de Maio de 1864 por Heinrich Louis d'Arrest.